# Derrick Favors
Pour les articles homonymes, voir Favors.
Derrick Favors, né le 15 juillet 1991 à Atlanta dans l'État de Géorgie, est un joueur américain de basket-ball. Il évolue aux postes d'ailier fort et de pivot.

## Biographie
Il se déclare éligible pour la Draft 2010 de la NBA à la fin de sa première année universitaire puis est drafté en 3e position par les New Jersey Nets. Il signe son premier double-double lors du match opposant son équipe au Heat de Miami le 31 octobre 2010 en combinant 13 points et 13 rebonds.
Le 23 février 2011, il est échangé en compagnie de Devin Harris et 2 tours de draft au Jazz de l'Utah contre Deron Williams.
Le 1er juillet 2019, il est envoyé chez les Pelicans de La Nouvelle-Orléans par le Jazz pour sa dernière année de contrat.
Agent libre à l'intersaison 2020, il revient au Jazz de l'Utah pour un contrat de 30 millions de dollars sur trois ans.
Fin juillet 2021, Derrick Favors est à nouveau échangé par le Jazz au Thunder d'Oklahoma City.
Fin septembre 2022, il est transféré vers les Rockets de Houston en compagnie de Théo Maledon, Ty Jerome, Maurice Harkless et un second tour de draft 2025 contre David Nwaba, Sterling Brown, Trey Burke et Marquese Chriss. Il est coupé quelques jours plus tard.
Le 11 janvier 2023, il signe pour 10 jours aux Hawks d'Atlanta mais ne jouera pas avec la franchise.

## Palmarès
- NBA All-Rookie Second Team en 2011.

## Statistiques

### Universitaires
| Saison    | Équipe       | Matchs | Titul. | Min./m | % Tir | % 3pts | % LF | Rbds/m. | Pass/m. | Int/m. | Ctr/m. | Pts/m. |
| --------- | ------------ | ------ | ------ | ------ | ----- | ------ | ---- | ------- | ------- | ------ | ------ | ------ |
| 2009-2010 | Georgia Tech | 36     | 35     | 27,5   | 61,1  | 0,0    | 62,9 | 8,40    | 1,00    | 0,90   | 2,10   | 12,40  |
| Carrière  | Carrière     | 36     | 35     | 27,5   | 61,1  | 0,0    | 62,9 | 8,40    | 1,00    | 0,90   | 2,10   | 12,40  |

### Professionnelles

#### Saison régulière
| Saison    | Équipe              | Matchs | Titul. | Min./m | % Tir | % 3pts | % LF | Rbds/m. | Pass/m. | Int/m. | Ctr/m. | Pts/m. |
| --------- | ------------------- | ------ | ------ | ------ | ----- | ------ | ---- | ------- | ------- | ------ | ------ | ------ |
| 2010-2011 | New Jersey          | 56     | 23     | 19,5   | 51,1  | –      | 61,2 | 5,30    | 0,40    | 0,30   | 0,70   | 6,30   |
| 2010-2011 | Utah                | 22     | 4      | 20,2   | 52,9  | –      | 56,1 | 5,20    | 0,80    | 0,50   | 1,20   | 8,20   |
| 2011-2012 | Utah                | 65     | 9      | 21,2   | 49,9  | –      | 64,9 | 6,50    | 0,70    | 0,60   | 1,00   | 8,80   |
| 2012-2013 | Utah                | 77     | 8      | 23,2   | 48,2  | 0,0    | 68,8 | 7,10    | 1,00    | 0,90   | 1,70   | 9,40   |
| 2013-2014 | Utah                | 73     | 73     | 30,2   | 52,2  | 0,0    | 66,9 | 8,70    | 1,20    | 1,00   | 1,50   | 13,30  |
| 2014-2015 | Utah                | 74     | 74     | 30,8   | 52,5  | 16,7   | 66,9 | 8,20    | 1,50    | 0,80   | 1,70   | 16,00  |
| 2015-2016 | Utah                | 62     | 59     | 32,0   | 51,5  | 0,0    | 70,9 | 8,10    | 1,50    | 1,20   | 1,50   | 16,40  |
| 2016-2017 | Utah                | 50     | 39     | 23,7   | 48,7  | 30,0   | 61,5 | 6,10    | 1,10    | 0,90   | 0,80   | 9,50   |
| 2017-2018 | Utah                | 77     | 77     | 28,0   | 56,3  | 22,2   | 65,1 | 7,20    | 1,30    | 0,70   | 1,10   | 12,30  |
| 2018-2019 | Utah                | 76     | 70     | 23,2   | 58,6  | 21,8   | 67,5 | 7,40    | 1,20    | 0,70   | 1,40   | 11,80  |
| 2019-2020 | La Nouvelle-Orléans | 51     | 49     | 24,4   | 61,7  | 14,3   | 56,3 | 9,80    | 1,60    | 0,60   | 0,90   | 9,00   |
| 2020-2021 | Utah                | 68     | 0      | 15,3   | 63,8  | 0,0    | 73,8 | 5,50    | 0,60    | 0,50   | 1,00   | 5,40   |
| 2021-2022 | Oklahoma City       | 39     | 18     | 16,7   | 51,6  | 12,5   | 64,0 | 4,70    | 0,60    | 0,40   | 0,30   | 5,30   |
| Carrière  | Carrière            | 790    | 503    | 24,3   | 53,4  | 19,8   | 66,3 | 7,10    | 1,10    | 0,70   | 1,20   | 10,60  |

#### Playoffs
| Saison   | Équipe   | Matchs | Titul. | Min./m | % Tir | % 3pts | % LF | Rbds/m. | Pass/m. | Int/m. | Ctr/m. | Pts/m. |
| -------- | -------- | ------ | ------ | ------ | ----- | ------ | ---- | ------- | ------- | ------ | ------ | ------ |
| 2012     | Utah     | 4      | 1      | 29,0   | 41,7  | –      | 58,6 | 9,50    | 0,50    | 1,30   | 1,50   | 11,80  |
| 2017     | Utah     | 11     | 2      | 20,5   | 58,1  | –      | 47,8 | 5,50    | 0,90    | 0,70   | 0,50   | 7,50   |
| 2018     | Utah     | 11     | 9      | 26,0   | 61,8  | 40,0   | 48,5 | 5,20    | 1,20    | 0,70   | 1,00   | 9,30   |
| 2019     | Utah     | 5      | 2      | 20,6   | 63,9  | 0,0    | 68,4 | 7,40    | 0,80    | 0,80   | 1,80   | 11,80  |
| 2021     | Utah     | 11     | 0      | 13,2   | 69,6  | –      | 55,6 | 4,20    | 0,30    | 0,20   | 0,90   | 3,40   |
| Carrière | Carrière | 42     | 14     | 20,8   | 58,7  | 25,0   | 54,9 | 5,70    | 0,80    | 0,60   | 1,00   | 7,80   |

## Records sur une rencontre en NBA
Les records personnels de Derrick Favors en NBA sont les suivants, :
| Type de statistique        | Saison régulière | Saison régulière                | Saison régulière | Playoffs | Playoffs                  | Playoffs      |
| Type de statistique        | Record           | Adversaire                      | Date             | Record   | Adversaire                | Date          |
| -------------------------- | ---------------- | ------------------------------- | ---------------- | -------- | ------------------------- | ------------- |
| Points                     | 35               | Pacers de l'Indiana             | 5 décembre 2015  | 20       | @ Thunder d'Oklahoma City | 18 avril 2018 |
| Paniers marqués            | 14               | Pacers de l'Indiana             | 5 décembre 2015  | 8        | 2 fois                    | 2 fois        |
| Paniers tentés             | 24               | Pacers de l'Indiana             | 5 décembre 2015  | 14       | 2 fois                    | 2 fois        |
| Paniers à 3 points réussis | 2                | 5 fois                          | 5 fois           | 2        | @ Thunder d'Oklahoma City | 18 avril 2018 |
| Paniers à 3 points tentés  | 3                | 10 fois                         | 10 fois          | 3        | @ Thunder d'Oklahoma City | 18 avril 2018 |
| Lancers francs réussis     | 10               | 2 fois                          | 2 fois           | 8        | Spurs de San Antonio      | 7 mai 2012    |
| Lancers francs tentés      | 14               | @ Celtics de Boston             | 14 novembre 2012 | 12       | Spurs de San Antonio      | 7 mai 2012    |
| Rebonds offensifs          | 10               | Heat de Miami                   | 31 octobre 2010  | 8        | @ Thunder d'Oklahoma City | 18 avril 2018 |
| Rebonds défensifs          | 14               | Nuggets de Denver               | 13 janvier 2014  | 9        | Spurs de San Antonio      | 7 mai 2012    |
| Rebonds totaux             | 20               | Clippers de Los Angeles         | 14 novembre 2019 | 16       | @ Thunder d'Oklahoma City | 18 avril 2018 |
| Passes décisives           | 8                | @ Nuggets de Denver             | 25 décembre 2019 | 3        | 4 fois                    | 4 fois        |
| Interceptions              | 5                | Pelicans de La Nouvelle-Orléans | 13 novembre 2013 | 2        | 5 fois                    | 5 fois        |
| Contres                    | 7                | @ Heat de Miami                 | 12 novembre 2015 | 4        | Grizzlies de Memphis      | 23 mai 2021   |
| Balles perdues             | 6                | 2 fois                          | 2 fois           | 4        | @ Thunder d'Oklahoma City | 25 avril 2018 |
| Minutes jouées             | 45               | @ Raptors de Toronto            | 12 novembre 2012 | 39       | Thunder d'Oklahoma City   | 27 avril 2018 |

- Double-double : 156 (dont 7 en playoffs)
- Triple-double : 0

Dernière mise à jour : 15 juillet 2022

## Salaires
Les gains de Derrick Favors en carrière sont les suivants :
| Année       | Équipe                            | Salaire       |
| ----------- | --------------------------------- | ------------- |
| 2010-2011   | Nets du New Jersey Jazz de l'Utah | 4 133 280 $   |
| 2011-2012   | Jazz de l'Utah                    | 4 443 360 $   |
| 2012-2013   | Jazz de l'Utah                    | 4 753 320 $   |
| 2013-2014   | Jazz de l'Utah                    | 6 008 196 $   |
| 2014-2015   | Jazz de l'Utah                    | 12 833 333 $  |
| 2015-2016   | Jazz de l'Utah                    | 11 933 333 $  |
| 2016-2017   | Jazz de l'Utah                    | 11 050 000 $  |
| 2017-2018   | Jazz de l'Utah                    | 12 000 000 $  |
| 2018-2019   | Jazz de l'Utah                    | 16 000 000 $  |
| 2019-2020   | Pelicans de La Nouvelle-Orléans   | 17 650 000 $  |
| Total Gains | Total Gains                       | 100 804 822 $ |